# Symmachia accusatrix
Espèce
Symmachia accusatrix est un insecte lépidoptère appartenant à la famille  des Riodinidae et au genre Symmachia.

## Taxonomie
Symmachia accusatrix a été décrit par John Obadiah Westwood en 1851.

### Noms vernaculaires
Symmachia accusatrixse nomme Accused Metalmark ou Accusatrix Metalmark en anglais,

## Description
Symmachia accusatrix est le plus grand des Symmachia à bord costal des ailes antérieures bossu, au dessus marron à noir avec ou pas un poudré bleu métallisé, orné de taches blanches le long du bord costal à partir d'une marque blanche. Les ailes postérieures sont de couleur marron à noir avec une bande rouge cuivre le long du bord costal
Le revers des ailes antérieures est identique à leur dessus, et celui des postérieures est noir taché de blanc.

## Écologie et distribution
Symmachia accusatrix est présent au Mexique, en Équateur, en Colombie, au  Brésil et en Guyane,.

### Biotope
Symmachia accusatrix fréquente les arbustes des clairière.

### Protection
Pas de statut de protection particulier.